# Isla Caja
La isla Caja o isla Box (en inglés: Box Island) es una de las islas Malvinas. Se encuentra al norte de la isla Gran Malvina y al oeste de la isla Golding en la bahía de la Cruzada.